# Rancho Banquete, Texas
Rancho Banquete, Texas (енгл. Rancho Banquete) насељено је место без административног статуса у америчкој савезној држави Тексас.

## Демографија
По попису из 2010. године број становника је 424, што је 45 (-9,6%) становника мање него 2000. године.
| Група             | 2000.       | 2010.       |
| Белци             | 25 (5,3%)   | 22 (5,2%)   |
| Афроамериканци    | 3 (0,6%)    | 8 (1,9%)    |
| Азијати           | 3 (0,6%)    | 1 (0,2%)    |
| Хиспаноамериканци | 436 (93,0%) | 398 (93,9%) |
| Укупно            | 469         | 424         |